# Округ Вилер (Џорџија)
Округ Вилер (енгл. Wheeler County) је округ у америчкој савезној држави Џорџија.

## Демографија
По попису из 2010. године број становника је 7.421, што је 1.242 (20,1%) становника више него 2000. године.
| Група             | 2000.         | 2010.         |
| Белци             | 3.866 (62,6%) | 4.405 (59,4%) |
| Афроамериканци    | 2.050 (33,2%) | 2.614 (35,2%) |
| Азијати           | 6 (0,1%)      | 16 (0,2%)     |
| Хиспаноамериканци | 219 (3,5%)    | 356 (4,8%)    |
| Укупно            | 6.179         | 7.421         |